# Covered call
Covered call är i samband med handel med finansiella derivat ett utfärdande av köpoptioner som motsvarar eget innehav av underliggande tillgång, exempelvis aktieinnehav. Covered call är en mycket populär handelstrategi.
Exempelvis: 
- Idag står en aktie i 100 kr.
- En aktieägare äger aktien och ställer ut en köpoption som innebär att aktieägaren (och tillika utfärdaren av köpoptionen) lovar att sälja aktien om någon vill ha den om en månad för 105 kr. Utfärdaren får betalt av optionköparen en liten summa för optionen, säg 1kr för optionen.
- Om aktien sedan håller sig under 105 kr under optionens löptid så nyttjar köparen inte sin option eftersom det är billigare att köpa aktien på börsen, och utfärdaren har tjänat den 1 kr option premium som köparen av optionen betalade i början. 
- Om aktien går över 105 kr vid löptidens slut så kan optionköparen välja att utnyttja sin rätt att köpa aktien för 105 kr. När köparen väljer att utnyttja sin rätt, då måste utfärdaren av optionen sälja aktien för 105 kr. Notera dock att i detta scenario har utfärdaren fått betalt 1 kr för köpoptionen samt 105 kr för sin aktie, som nu är mer värd än de 100 kr som den var värd i början av transaktionen. Om aktiepriset överstiger 106 kr gav strategin ett sämre resultat än att bara hålla aktien.